# Szerokopaś (Nidzica)
Szerokopaś (deutsch Sierokopaß, 1933 bis 1945 Breitenfelde) ist ein kleines Dorf in der polnischen Woiwodschaft Ermland-Masuren. Es gehört zur Gmina Nidzica (Stadt- und Landgemeinde Neidenburg) im Powiat Nidzicki (Kreis Neidenburg).

## Geographische Lage
Szerokopaś liegt im Südwesten der Woiwodschaft Ermland-Masuren, fünf Kilometer nordwestlich der Kreisstadt Nidzica (deutsch Neidenburg).

## Geschichte
1359 wurde der seinerzeit Schyrokopas, nach 1437 Szerokopaß, vor 1785 Scherokopaß, nach 1785 Schirokopaß und nach 1820 Sierokopaß genannte kleine Ort erstmals erwähnt. 1874 kam er zum neu errichteten Amtsbezirk Lahna (polnisch Łyna) im ostpreußischen Kreis Neidenburg, dem er bis 1945 angehörte. 282 Einwohner zählte Sieropaß im Jahre 1910.
Aufgrund der Bestimmungen des Versailler Vertrags stimmte die Bevölkerung in den Volksabstimmungen in Ost- und Westpreußen am 11. Juli 1920 über die weitere staatliche Zugehörigkeit zu Ostpreußen (und damit zu Deutschland) oder den Anschluss an Polen ab. In Sierokopaß stimmten 200 Einwohner für den Verbleib bei Ostpreußen, auf Polen entfielen keine Stimmen.
Aus politisch-ideologischen Gründen der Abwehr fremdländisch klingender Ortsnamen wurde Sierokopaß am 8. September 1933 in „Breitenfelde“ umbenannt. Im gleichen Jahr belief sich die Einwohnerzahl auf 221, im Jahre 1939 auf 239.
In Kriegsfolge kam Breitenfelde 1945 mit dem gesamten südlichen Ostpreußen zu Polen. Das kleine Dorf erhielt die polnische Namensform „Szerokopaś“ und ist heute mit dem Sitz eines Schulzenamts (polnisch Sołectwo) eine Ortschaft im Verbund der Gmina Nidzica (Stadt- und Landgemeinde Neidenburg) im Powiat Nidzicki (Kreis Neidenburg), bis 1998 der Woiwodschaft Olsztyn, seither der Woiwodschaft Ermland-Masuren zugehörig. Im Jahre 2011 zählte Szerokopaś 125 Einwohner.

## Kirche
Bis 1945 war Sierokopaß resp. Breitenfelde in die evangelische Pfarrkirche Neidenburg in der Kirchenprovinz Ostpreußen der Kirche der Altpreußischen Union, außerdem in die römisch-katholische Pfarrkirche Neidenburg im damaligen Bistum Ermland eingegliedert. 
Heute gehört Szerokopaś katholischerseits zur Kirche Mariä Empfängnis und St. Adalbert Nidzica im jetzigen Erzbistum Ermland, evangelischerseits zur Heilig-Kreuz-Kirche Nidzica in der Diözese Masuren der Evangelisch-Augsburgischen Kirche in Polen.

## Verkehr
Szerokopaś liegt an einer Nebenstraße, die (anfangs als Woiwodschaftsstraße 604) von Nidzica (Neidenburg) bis zur Anschlussstelle Nidzica-Północ der Schnellstraße S 7 führt und dann bis nach Szkotowo (Skottau) verläuft. Außerdem endet in Szerokopaś eine Nebenstraße, die bei Łysakowo (Lissaken, 1938 bis 1945 Talhöfen) von der Woiwodschaftsstraße 538 abzweigt und direkt hierher führt.
Die nächste Bahnstation ist Nidzica an der Bahnstrecke Działdowo–Olsztyn (deutsch Soldau–Allenstein).